# بولسواف پوتنیکی
بولسواف پوتنیکی (لهستانی: Bolesław Płotnicki؛ ۱۷ ژوئن ۱۹۱۳ – ۷ سپتامبر ۱۹۸۸) بازیگر اهل لهستان بود.
از فیلم‌ها یا مجموعه‌های تلویزیونی که وی در آن‌ها نقش داشته‌است، می‌توان به سفری برای یک لبخند، یانوشیک، ازدواج مصلحتی، سیل، قماری بالاتر از زندگی، سایه، وداع ناممکن، گهواره و گهواره اشاره نمود.